# Ortisei
Ortisei (St.Ulrich em alemão, Urtijëi em ladino) é uma comuna italiana da região do Trentino-Alto Ádige, província de Bolzano, com cerca de 4 499 habitantes. Estende-se por uma área de 24 km², tendo uma densidade populacional de 187 hab/km². Faz fronteira com Castelrotto, Funes, Laion, Santa Cristina Valgardena.

## História
O nome da língua ladina Urtijëi deriva da palavra latina urtica e do sufixo -etum, com o significado de "lugar de urtigas".
De 1860 a 1914, Urtijëi experimentou um crescimento econômico relevante devido à abertura de uma importante estrada ligando Val Gardena à principal ferrovia; como resultado, a indústria local de escultura em madeira floresceu. O turismo internacional desenvolveu-se através da descoberta das Dolomitas, primeiro por turistas ingleses e, posteriormente, por visitantes de outras partes da Áustria-Hungria, bem como do Império Alemão. Atualmente, a economia da cidade é baseada principalmente no turismo de esqui no inverno, no turismo de caminhada no verão e na escultura em madeira.

## Demografia
| Variação demográfica do município entre 1861 e 2011                               |
|                                                                                   |
| Fonte: Istituto Nazionale di Statistica (ISTAT) - Elaboração gráfica da Wikipedia |